# أمينتاس الرابع المقدوني
أمينتاس الرابع المقدوني (362 ق.م. - 336 ق.م.) (بالإغريقية: Ἀμύντας Δ`) كان ملكا فخريا لمقدونيا القديمة لمدة ثلاث سنوات وكان ذلك من العام 359 قبل الميلاد لغاية العام 356 قبل الميلاد، وهو من أفراد السلالة الأرغية نسبة إلى أرغايوس الأول المقدوني.

## نسبه وزواجه
كان أميتياس ابنا للملك بيرديكاس الثالث المقدوني. وقد أصبح ملكا بعد موت أبيه في عام 359 قبل الميلاد، ولكن لصغر سنه (3 سنوات فقط) أصبح عمه فيليبوس الثاني المقدوني، أخ بيرديكاس الثالث المقدوني، معلما له ووصيا عليه. وبعد ثلاث سنوات أعلن فيليبوس الثاني المقدوني نفسه ملكا على مقدونيا، مصادرا بذلك حقوق ابن أخيه الشاب. ولأن أمينتاس لم يكن ليشكل خطرا على فيليبوس فقد أبقى فيليبوس على حياته وليس هذا فقط بل قدم له ابنته كيناني وزوجه بها.

## موته
بعد عملية اغتيال فيليبوس الثاني المقدوني قام الإسكندر الأكبر بغية توطيد سلطته على مقدونيا بتصفية اميتاس في عام 336 قبل الميلاد.